# 159
159（一百五十九）是158與160之間的自然數。

## 数学领域
- 合數，正因數有1、3、53和159。
質因數分解為{\displaystyle 3\times 53}。
- 虧數，真因數和為57，虧度為102。
- 不尋常數，大於平方根的質因數為53。
- 第53個半質數。前一個為158、下一個為161。
- 第98個無平方數因數的數。前一個為158、下一個為161。
- 第72個十进制的等數位數。前一個為158、下一個為160。
- 是三個連續質數的和：47 + 53 + 59。
- 是胡道爾數。
- 是Mertens函數=0的一個解。
- 相反數-159為殭屍數，即位數和（首位含負號）的平方與自身的和大於零的負數，即{\displaystyle {{-{159}}+{{\left({{{-{1}}+{5}}+{9}}\right)}^{2}}}=10}。前一個為-168，後一個為-29（OEIS數列A328933）。